# Astrochelys yniphora
La tortuga angonoka (Astrochelys yniphora) es una tortuga criptodira de la familia Testudinidae endémica de los bosques secos en el área de la bahía de Baly, en el noroeste de Madagascar. Es posible que queden menos de 200 de estas tortugas en la naturaleza, por lo que está catalogada como en Peligro Crítico (CR) por la UICN. 

## Características
Su nombre común inglés se refiere a la aparición del escudo gular del plastrón, que lo proyecta hacia adelante entre las patas delanteras y lo curva hacia arriba, hacia el cuello. El caparazón es muy abombado y de color marrón claro con anillos de crecimiento prominentes en cada escudo. Las partes externas de la vértebra son de un marrón más oscuro.  El escudo gular del plastrón se proyecta hacia adelante entre las patas delanteras y se curva hacia el cuello.
Los machos son más grandes que las hembras y alcanzan una longitud de caparazón de hasta cuarenta y tres cm (diecisiete pulgadas). La longitud promedio de una tortuga angonoka macho adulta es de 414,8 mm (16,33 pulgadas) y el peso promedio es de 10,3 kg (veintitrés lb). Las hembras miden un promedio de 370,1 mm (14,57 pulgadas) y pesan 8,8 kg (diecinueve lb) en promedio.

## Distribución y hábitat
En la naturaleza, esta especie solo se encuentra en Madagascar, donde es endémica de los bosques secos en el área de Baly Bay en el noroeste de Madagascar, cerca de la ciudad de Soalala (incluido el parque nacional de la Bahía de Baly). La distribución es de 25 a 60 km 2 (9,7 a 23,2 millas cuadradas) en el rango alrededor de Baly Bay. 
La región de Baly Bay se compone de sabana, manglares y bosques caducifolios secos. Hacen uso del hábitat de matorral de bambú que se compone de diferentes tipos de arbustos, pastos de sabana, bambú y áreas abiertas sin vegetación. La flora incluye arbustos generalmente de menos de dos metros (seis pies y siete pulgadas) de altura, como las especies Bauhinia, Terminalia, y Perrierbambus, que forma densos matorrales. La elevación de esta área está por debajo de los cincuenta m (160 pies) sobre el nivel del mar.

## Estado de conservación
Esta especie, una de las tortugas más raras del mundo, está clasificada como En Peligro Crítico (CR) por la Lista Roja y que figura en el Apéndice I del CITES. Quedan menos de doscientos ejemplares, un centro de cría en cautividad se estableció para esta especie en Madagascar en 1986 por el New Jersey Wildlife Preservation Trust, en colaboración con el Departamento de Madagascar de Aguas y Bosques. En 1996, setenta y seis tortugas, dos hembras adultas y setenta y cuatro crías, fueron robadas de las instalaciones, que representan aproximadamente la mitad de la descendencia producida hasta la fecha.
La tortuga angonoka a menudo se captura para venderla en el comercio internacional de mascotas. Aunque algunas restricciones al comercio ilegal tienen éxito, incluida la confiscación de las tortugas obtenidas ilegalmente, siguen teniendo una demanda increíblemente alta para el comercio mundial de mascotas. Esta es una gran amenaza para las tortugas que quedan en la naturaleza. Los conservacionistas marcan las conchas con marcas de identificación que estropean la característica más atractiva y las hacen menos deseables para los cazadores furtivos y los coleccionistas adinerados. El grabado es un último esfuerzo para proteger a los animales.
En 2016 se intensificó la caza furtiva, incluido un intento fallido de allanar el centro de cría en cautiverio (en 1996 saquearon 75 tortugas). Se estimó en 2016 en una conferencia de CITES que la población silvestre se había reducido a 100 adultos y que la especie se extinguiría en estado silvestre para 2018. 
Se cree que se extinguirá en la naturaleza en los próximos diez a quince años, aunque a día de hoy puede encontrarse en cinco subpoblaciones, dos al este y tres al oeste del río Andranomavo. Su principal amenaza es la pérdida de su hábitat, la deforestación, los incendios, la expansión de los terrenos agrícolas y la caza furtiva para el comercio ilegal de mascotas. 